# Salvador Sanmartín

Manuel Salvador Sanmartín Cuevas (Guadalajara, Nueva Galicia, 16 de junio de 1757 - Ciudad Real de Chiapas, 17 de febrero de 1821) fue un sacerdote católico novohispano, diputado en las Cortes de Cádiz y obispo de Ciudad Real de Chiapas.

## Semblanza biográfica
Se ordenó sacerdote el 16 de junio de 1757, y obtuvo un doctorado en Teología en la Universidad de La Habana. Impartió cátedra en su alma mater. Fue diputado suplente en las Cortes de Cádiz representando a su provincia natal, juró su cargo el 24 de septiembre, sus intervenciones fueron escasas. Por otra parte, junto con Antonio Joaquín Pérez y José Cayetano Foncerrada firmó el Manifiesto de los persas, documento que solicitaba a Fernando VII la abolición de la Constitución de Cádiz para regresar al antiguo régimen.
Fue designado obispo de Ciudad Real de Chiapas el 2 de julio de 1816, se consagró el 6 de octubre del mismo año. Tomó posesión de su mitra el 20 de julio de 1818. Murió el 17 de febrero de 1821.